# Pierre Kleinheider
Pierre Kleinheider (* 7. November 1989 in Offenbach am Main) ist ein deutscher Fußballtorwart.

## Sportlicher Werdegang
Im Jahre 1993 wurde Kleinheider bei der SpVgg Dietesheim aufgenommen, für die er bis 2002 auflief. Die folgenden vier Jahre spielte er für die SG Rosenhöhe Offenbach, bevor er 2006 in der A-Jugend des 1. FSV Mainz 05 aufgenommen wurde. Er kam bis 2008 auf 24 Einsätze in der A-Junioren-Bundesliga. Die folgenden Jahre spielte Kleinheider in der viertklassigen Regionalliga; er spielte bis 2011 für die zweite Mannschaft des 1. FSV Mainz 05. Anschließend war er zwei Jahre im Kader der Amateurmannschaft des FSV Frankfurt, wobei er nur in der ersten Saison zu Einsätzen kam.
2013 wechselte Kleinheider zum Halleschen FC. Er erhielt einen Einjahresvertrag. Nachdem der bisherige Stammtorhüter Dominik Kisiel am 4. Spieltag der Saison 2013/14 wegen Adduktorenproblemen ausgefallen war, bekam er seinen ersten Einsatz in einer Profiliga.
Nachdem Kleinheider schon zuvor Gastspieler bei Alemannia Aachen gewesen war, löste er am 22. Januar 2016 seinen Vertrag beim Halleschen FC auf und wechselte in die Regionalliga West zur Alemannia. Zur Saison 2016/17 verließ er die Alemannia und schloss sich dem Drittligisten Chemnitzer FC an. Dort erhielt er einen bis zum 30. Juni 2017 laufenden Vertrag mit der Option auf ein weiteres Jahr. In Chemnitz kam Kleinheider nicht an Stammtorhüter Kevin Kunz vorbei und verzeichnete in der Saison nur einen Einsatz über 90 Minuten im Sachsenpokal gegen Lok Zwickau. Darum schloss er sich in der Sommerpause 2017 dem Hessenligisten SC Hessen Dreieich an.  Mit ihm wurde er in der Saison 2017/18 Meister und stieg in die Regionalliga auf. Ein Jahr später stieg man als Tabellenletzter wieder ab.
Von Juli 2019 bis Juli 2021 war Kleinheider vereinslos, ehe er sich dem FSV 1926 Fernwald in der Hessenliga anschloss.